# Comuna Nădrag, Timiș
Nădrag (germană Nadrag, Steinacker, maghiară Nadrág) este o comună în județul Timiș, Banat, România, formată din satele Crivina și Nădrag (reședința).

## Așezare
Localitatea Nădrag se situează în sud – vestul României, în partea de nord – est a județului Timiș, la poalele vârfului Padeș din munții Poiana Ruscăi (vîrful Padeș 1380 m).
Nădragul se află la o distanță de circa 30 km față de municipiul Lugoj, 90 km de municipiul Timișoara și de asemenea, la aproximativ 30 km de Făget.
Altitudinea în localitate este între 230 – 350 m.
În partea de răsărit, localitatea se învecinează cu Obreja, spre vest cu satul Drinova – comuna Bîrna, la sud – vest cu satele Tincova – Jdioara – Criciova, la nord – vest cu satul Hauzești – comuna Fârdea, cu Gladna și Tomești – satul Luncani.

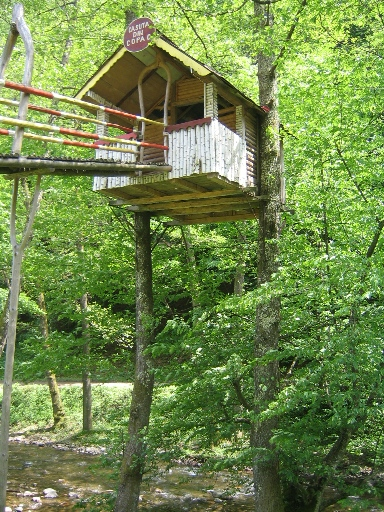
Căsuţă suspendată la tabăra de copii din Nădrag

Așezarea e străbătută de pârâul Padeș, ce primește afluenți micile cursuri de apă Cornet, în apropierea centrului localității, Izvodea, în chiar centrul acesteia, Haiduca , la circa 500 m în aval Nădrăgelul, tocmai la ieșirea înspre satul aparținător Crivina. De la ultima confluență se formează apa Nădragului, așa cum este cunoscut în documente, care se varsă în râul Timiș între satele Jdioara și Criciova.
Distanța dintre localitate și vârful Padeș este de aproximativ 20 km, ea se poate lesne parcurge, în bună măsură pe un drum forestier pietruit, practicabil în general pentru orice tip de autovehicul până la locul denumit Dâmbul cu Fier unde se află amplasată cabana “Căpriorul”.
Din vârful Padeș, la poalele căruia sălășluiesc așa numitele galerii de coastă (vechile mine), locuri de extracție, altădată a minereului de fier, se deschide o frumoasă panoramă de unde, pe timp de vară, când cerul e senin, se poate contempla verdele închis al înălțimilor montane coborând în trepte line spre câmpie. Întinsa câmpie bănățeană se distinge limpede, marcată de șerpuirea molcomă a Timișului, în toată amploarea ei, între Caransebeș – Lugoj – Timișoara, de la înălțimea de 1380 m, unde se află postul trigonometric al masivului muntos.
Alte splendide amănunte de peisaj relevă iubitorilor de drumeție panorama dinspre Făget – Coșava – Deva – Hunedoara, sesizabile la rotirea privirii spre nord.
Cel mai înalt punct de pe raza localității este chiar vârful Padeș (1378 – 1380 m), iar punctul cel mai jos se găsește în satul Crivina, situat între cotele de 168 – 170 m.
Datorită așezării sale pe vaii închise având punct terminus vârful Padeș localitatea s-a dezvoltat oarecum izolat o lungă perioadă de vreme, față de marile așezări ale Banatului și ale țării, iar distanța de 18 km până la stația din Gavojdia a făcut ca localitatea să se dezvolte oarecum lent.

## Demografie
Componența etnică a comunei Nădrag
     Români (90,59%)
     Maghiari (1,73%)
     Alte etnii (0,8%)
     Necunoscută (6,87%)
Componența confesională a comunei Nădrag
     Ortodocși (75,12%)
     Romano-catolici (10,08%)
     Baptiști (2,91%)
     Creștini după evanghelie (1,86%)
     Penticostali (1,31%)
     Alte religii (1,39%)
     Necunoscută (7,34%)
Conform recensământului efectuat în 2021, populația comunei Nădrag se ridică la 2.371 de locuitori, în scădere față de recensământul anterior din 2011, când fuseseră înregistrați 2.836 de locuitori. Majoritatea locuitorilor sunt români (90,59%), cu o minoritate de maghiari (1,73%), iar pentru 6,87% nu se cunoaște apartenența etnică. Din punct de vedere confesional, majoritatea locuitorilor sunt ortodocși (75,12%), cu minorități de romano-catolici (10,08%), baptiști (2,91%), creștini după evanghelie (1,86%) și penticostali (1,31%), iar pentru 7,34% nu se cunoaște apartenența confesională.

## Politică și administrație
Comuna Nădrag este administrată de un primar și un consiliu local compus din 11 consilieri. Primarul, Liviu Muntean[*], de la Partidul Social Democrat, este în funcție din 2004. Începând cu alegerile locale din 2024, consiliul local are următoarea componență pe partide politice:
|  | Partid                                 | Consilieri | Componența Consiliului | Componența Consiliului | Componența Consiliului | Componența Consiliului | Componența Consiliului | Componența Consiliului | Componența Consiliului |
|  | -------------------------------------- | ---------- | ---------------------- | ---------------------- | ---------------------- | ---------------------- | ---------------------- | ---------------------- | ---------------------- |
|  | Partidul Social Democrat               | 7          |                        |                        |                        |                        |                        |                        |                        |
|  | Alianța Dreapta Unită                  | 2          |                        |                        |                        |                        |                        |                        |                        |
|  | Partidul Național Liberal              | 1          |                        |                        |                        |                        |                        |                        |                        |
|  | Uniunea Democrată Maghiară din România | 1          |                        |                        |                        |                        |                        |                        |                        |

## Relieful, solul și subsolul
Situată în zona montană a județului Timiș, la poalele vârfului Padeș, localitatea Nădrag posedă un relief în general deluros, cu pante mai mult abrupte și doar pe alocuri line. Solul e deteriorat și de faptul că întregul masiv Poiana Ruscăi este construit din șisturi cristaline, în care de multe ori se întâlnesc infuzii granitice, grenodioritice și pe alocuri calcaroase, ce prezintă atracții deosebite.
Acest masiv muntos apare de departe ca un scut bombat la mijloc, unde se înalță vârful Padeș. Acesta a constituit în vremuri de restriște loc de refugiu al locuitorilor din împrejurimi din fața năvălitorilor străini.
Masivul muntos, în întregul său cât și în împrejurimile immediate a localității, ascunde în subsol numeroase bogății: fier mangan, aur, plumb, zinc, marmură, calcar, dolomite, etc.
În această zonă Nădrag – Obreja – Crivina –Tincova – Fârdea, cercetările geologice întreprinse îndeosebi în perioada anilor 1956 – 1980 au pus în evidență însemnate rezerve de minerale utile: aur, argint, cobalt, crom, uraniu, pe lângă cele de fier, plumb și zinc exploatate mai de mult.
Cercetările miniere au dovedit că pe valea Nădragului și Cornertului s-au depus în permanență sedimente, în mod deosebit în zona de confluență a pârâurilor Padeș și Cornet, fapt ce a făcut ca în locul mlaștinilor existente în aceste văi să se formeze un sol aluvionar, pe acesta de o parte și de alta a cursurilor de apă fiind dispuse așezările omenești.
Suprafața conunei este de 11.706 ha. Din care 637 ha reprezintă teren agricol (arabil 247 ha).
Există în comună două tipuri de sol :
- sol montan podzolic, superficial format din roci cristaline și calcaroase, circa 140 de ha, erodat, acoperit de pajiști;
- sol aluvionar, format din materiale aluvionare laterogene transportate în urma eroziunii la baza pantelor unde a fost depus în apa freatică, 1.5 – 2 m adâncime. El deține cantități mici de humus, în strat de circa 35 cm pe o suprafață de aproximativ 72 ha, ocupată de fînețe.

## Clima, temperatura, vânturile, precipitațiile
Situația geografică a localității, determină existența influenței climatice după cum urmează: influența climatului central – european, influența climatului montan și mediteranean, care determină în această zonă un climat aproximativ mediteranean. Deși așezată între dealuri și văi în localitatea Nădrag se simte destul de bine influența ciclonal care vin din marea mediterană toamna sunt calde, provocând totodată desgheț timpuriu de-a lungul văilor.
Urmărind temperatura aerului în perioada anilor 1926 – 1927 și în perioada anilor 1966 – 1970 de exemplu se constată existența unei temperaturi medii anuale de + 9,8 °C deci aproape de temperatura medie anuală a țării.
Cea mai friguroasă lună a anului este luna ianuarie când se înregistrează valori medii de –2.8 °C, iar cea mai călduroasă este luna iulie când temperatura medie ajunge în jur de +21 °C.
Deși aici o influență deosebită are masivul muntos, localitatea fiind așezată de-a lungul văilor înguste și adânci, vântul predominant în decursul întregului an este cel din direcția sud – est (frecvența sa este de 3,1…) deși în timpul verii predominant este vântul din nord – vest .
Frecvența maximă a vântului din direcția sud – est este în luna noiembrie iar în luna iulie este minimă. În iulie frecvența mai mare o are vântul din direcția nord-vest .
Viteza medie a vântului este de 3 m/sec. În luna noiembrie, în celelalte luni fiind cuprinsă între 1,8-2,7 m/sec.
Din datele existente în arhivele primăriei comunei Nădrag reies următoarele: cantitatea medie anuală pe perioada 1896-1915 și 1921-1955 este de circa 924 l/mp. Fiind mai mică cu circa 22 mm decât cea înregistrată la stația meteo Rusca Montană și cu 187 mm mai mare decât cea înregistrată la Stațiunea Meteo Caransebeș în această perioadă.
Cele mai mici cantități de precipitații lunare cad în luniile februarie, martie, august, septembrie și octombrie, iar cele mai mari în luniile iunie și iulie.
Așa cum se cunoaște în anul 1970 în întreaga țară cantitățiile mari de precipitații au provocat inundații catastrofale.
Studiul documentelor de arhivă ale primăriei au arătat că, în localitate, cele mai mari precipitații care au provocat inundații catastrofale, au fost în anii 1912, în anii 1965 și 1966, înanul 1970 și în anul 1978, când au fost inundate puternic uzina, calea ferată, Nădrag-Gavojdia și mari suprafețe de terenuri agricole, în aval Crivina – Jdioara – Criciova. Inundații serioase au avut loc și în anul 2000, an în care în urma inundațiilor localitatea a fost declarată zonă sinistrată, precipitațiile puternice și topirea zăpezii pe versanți a dus la ieșirea pârâului Nădrăgel din matcă, inundarea unor locuințe (câteva fiind distruse în proporție de 100%), distrugerea pe porțiuni însemnate a căilor de acces spre localitate (accesul a fost blocat în și din localitate timp de mai multe zile).
În timpul iernii precipitațiile cad predominant sub formă de zăpadă în straturi ce variază între 5 – 25 cm, rareori depășiind 50 – 75 cm.
Cantitățiile cele mai mari de zăpadă au căzut în anii 1953 – 1954, 1963, 1964, 1973 când din cauza înzăpezirilor căii ferate uzina a fost oprită în anumite perioade de iarnă fiind necesară scoaterea întregului personal muncitor și populației pentru degajarea căii ferate și a drumurilor de acces înspre și dinspre uzină, în vederea asigurării continuității activitățiilor economico – sociale în mod normal.

## Hidrografia
Localitatea Nădrag, se află situată în cea mai mare măsură pe terenul celor două pâraie mai mari Padeș – Cornet, ce izvorăsc din masivul muntos Poiana Ruscăi. Padeșul izvorăște chiar din apropierea vârfului (1378 m), în locul numit 7 izvoare. Lungimea sa, socotită de la izvoare, este de circa 34 km, incluzând și partea de la confluența cu Cornetul până la Jdioara, Criciova, unde se varsă în Timiș sub denumirea de pârâul, sau apa Nădragului .
Colectând și ceilalți afluenți mai mici - Izvodea, Haiduca, Nădrăgel și la ieșirea din Crivina, pârâul Jlatina, apa Nădragului nu seacă niciodată, deși în verile secetoase debitul său scade foarte mult.
Întregul bazin de recepție a pârâului Nădrag cu afluenții săi ocupă 164 kmp, ceea ce reprezintă o densitate a rețelei hidrografice între 0,7-0,8 km/km cursul principal având, așa cum am arătat, lungimea de 34 km.
Direcția de scurgere este la început spre vest până la confluența Padeș – Cornet, apoi cursul se îndreaptă puțin spre nord – vest, iar înainte de localitatea Crivina face o cotitură de aproape 90º, îndreptându-se în direcția sud-vest până la vărsarea în râul Timiș.
Albia râului este relativ stabilă, având pe anumite porțiuni maluri abrupte mai adânci, malul drept pe teritoriul comunei și chiar în aval până în Crivina este consolidat, datorită faptului că pe distanță de circa 10 km scurgerea sa este aproape paralelă drumul Județean Lugoj – Nădrag, ce necesită periodice lucrări de întreținere.
Lățimea pârâului Nădrag variază foarte mult, de la 1–2 m la izvoare, până la 10–11 m cît este în localitate iar înălțimea sa (panta de scurgere) este de 250 m/km.
Adâncimea apei în condiții normale nu depășește 1 m, decât în anumite locuri unde, datorită înclinației de scurgere s-au format cascade, iar rocile au fost dislocate.
Debitul râului Nădrag variază și el raportat cu anotimpurile, fiind mai mare primăvara și la începutul verii, influențat atât de ploi, cât și de topirea zăpezilor din munți. În timpul verii, până toamna târziu debitul este mai scăzut, însă apa nu seacă complet niciodată pe întregul traseu. Alți afluenți mai mici, își pierd debitul în cursul perioadelor de secetă.
Uneori când sunt ploi puternice, torențiale de vară repezi și abundente, își depășește matca, provocând adevărate masacruri, mai cu seamă în aval de localitate. Aceste ieșiri din matcă sunt însă scurte, rar depășesc 8-10 ore.
Pentru măsurarea cotelor apelor au fost înființate pe teritoriul localității două posturi de măsurare, unul pe Cornet și unul pe Padeș, care au funcționat până în anul 1970, de când a rămas în funcționare un singur post, cel de la confluența Padeș – Cornet în amonte de pod, înzestrat cu o masă de control.

## Flora
Prin flora unui ținut se înțelege totalitatea plantelor ce cresc în mod spontan în acel ținut.
Ca peste tot de altfel, și în acest spațiu condițiile de climă, sol, relief, influențează mult repartiția diferitelor specii de plante sau a asociaților de specii.
În componența vegetației naturale spontane din munții Poiana Ruscăi, deci inclusiv în zona Padeșului, se întîlnesc elemente aparținând celor mai variate domenii floristice ca de pildă: elemente specifice Europei centrale (pădurile de fag), Europei răsăritene (stepele cu graminee), cele mediteranene (castanul comestibil, liliacul sălbatic) elemente din ținuturie sub carpatice (coniferele – molidul în special) precum și elemente din ținuturile Peninsulei Balcanice, câteva specii de stejari, cerul, gârnița.
Alte specii se păstrează din vremurile glaciației cuaternare (afinul, jepii), îndeosebi în zona Padeșdar și pe Cornet. În mod cu totul deosebit, în imediata apropiere a vârfului Padeș, în zona Nădrag – Rușchița, se întind mari suprafețe cu afine negre și roșii.
Localitatea Nădrag se situează în zona forestieră a județului Timiș, ce se întinde din vecinătatea Lugojului (limita inferioară), până pe înălțimile muntoase (limita superioară).
O dată cu creșterea altitudinii, prin schimbarea condițiilor climatice, după cum se cunoaște, se schimbă și componența pădurii. Unele specii forestiere urcă la o anumită înălțime, cedând mai sus în mod treptat locul altor specii.
Zona pădurii se împarte astfel pe vertical în trei subzone: subzona stejarului, subzona fagului, subzona coniferelor. Aceasta este succesiunea normală, care se păstrează și în acești munți ca pe întregul teritoriu al României.
În unele părți însă (aceasta și în zona Padeșului din cauza unor condiții locale de climă și orientare a versanților, au loc inversiuni între etaje, mai ales de la trecerea de la una la alta.
Astfel, uneori fagul coboară și stejarul urcă, alteori fagul urcă până la limita superioară a coniferelor.
- Subzona stejarului, relief între 150 – 500 m altitudine, aici cresc specii de stejari, din care cele mai răspândite sunt gorunul, cerul și gârnița. Acestea se întind în dreapta luncii Crivinei, unde pădurea este formată preponderent din aceste specii de arbori. Ele predomină și în pădurea Nădrăgel. În asociație cu stejarul dăinuie și alte specii ca : ulmul, carpenul, frasinul, teiul și chiar fagul, care coboară uneori din etajul imediat superior. Aceste specii se găsesc în zona Nădrăgel, Cornet și chiar Padeș. La Nădrag pot fi întâlniți și feluriți arbuști: alunul, cornul și sângerul;
- Subzona fagului este intermediară între zona stejarului, cu care se amestecă la limita inferioară și subzona cuniferelor, cu care se amestecă la limita superioară. Așa cumcunoaștem din Geografia României, pădurile de fag cele mai întinse se găsesc în dealurile subcarpatice, în Podișul Sucevei, în dealurile înalte din podișul Moldovei, în munții Banatului, masivele joase ale Carpațiilor Apuseni, Poiana Ruscăi, Podișul Someșan, sud-estul Podișului Transilvaniei.	La Nădrag se întind mari păduri de fag, mai în toate zonele comunei. În ultimii ani a început o intensă exploatare a acestei prețioase bogății a zonei. În asociație cu fagul, dar la partea inferioară a subzonei cresc carpenul, gorunul, teiul în suprafețe destul de întinse în jurul Nădragului și a satulului Crivina, iar mesteacănul a prezentat în mai mare măsură în zona Dâmbul cu Fier-Regeu.
- Subzona coniferelor urmează deasupra zonei fagului, de regulă ocupă suprafețe situate între 600 – 1500 m altitudine, spre deosebire de Carpații Orientali, unde se întinde de la 1200 până la 1800 m altitudine. La Nădrag această subzonă este situată în apropierea Padeșului, la 1200 – 1300 m altitudine. Se găsesc aici bradul, molidul, pinul, laricele (larița).
- Zona alpină, care în România ocupă înălțimi de peste 2000 m, este prezentă și în munții Poiana Ruscăi, în apropierea vârfului Padeș, la înălțimiile de 1200 – 1378 m. Se găsesc aici gențiana, clopoțeii, păiușul, care sunt specifice zonei alpine. Tot aici în Padeș, se găsesc unele specii de jneapăn, ienupăr, iarba stâncilor, specifice subzonei arbuștilor pitici.

## Fauna
Așezarea geografică, varietatea reliefului, a climei și a vegetației, ca și trecutul geologic al țării se reflectă și în componența faunei și răspândirea ei pe regimuri naturale.
În România sunt cunoscute 4 complexe faunistice:
- al luncii
- al stepelor
- al zonei forestiere
- al zonei alpine

În cele ce urmează prezentăm unele elemente ale complexelor faunistice ce se întâlnesc în munții Poiana Ruscăi și Deci a Padeșului.
A. Fauna pădurilor
Pădurile de fag și stejar, destul de reprezentate în zonă sunt populate cu o serie de specii de animale ca: vulpea, lupul, mistrețul, veverița, pisica sălbatică, căprioara, jderul și altele.
Dintre păsările prezentate în preajma Nădragului amintim: ciocănitoarea, cucul, gaița, pițigoiul, cocoșul de munte, cocoșul de mesteacăn etc.
În pădurile Nădrăgene în vecinătate cu pădurile Rușchiței și Obrejei, s-au semnalat câteva familii de cerbi carpatini, iar în Padeș câteva exemplare de urși, trecuți în aceste teritorii din pădurile Hațegului și ale Hunedoarei.
B. Fauna alpină nu este prezetă în munții Poiana Ruscăi și, deci, nici în zona Padeș
C. Fauna acvatică
Pe cursurile de apă – pâraiele Padeș și cornet în mod deosebit – este prezentat păstrăvul indigen și cel curcubeu, la fel și pe pârâul Nădrăgel. Cu ani în urmă aceste specii de păstrăv coborau înspre zona din apropierea Crivinei și chiar până la Jdioara. În ultimii 20 de ani prezența acestuia se oprește pe teritoriul comunei, până în apropiere de uzină de unde probabil datorită tehnologiilor de zincare și plumbuire a tablei, a unor scăpări acidentale de acid sulfuric în pîrîu, păstrăvul nu mai poate trece în aval, acestei specii plăcându-i în mod deosebit apele repezi și curate. În aval de uzină, își fac apariția alte specii de pește: elanul, mreana, știuca și bibanul, mai ales în zona Crivinei spre Jdioara.

## Galerie de imagini

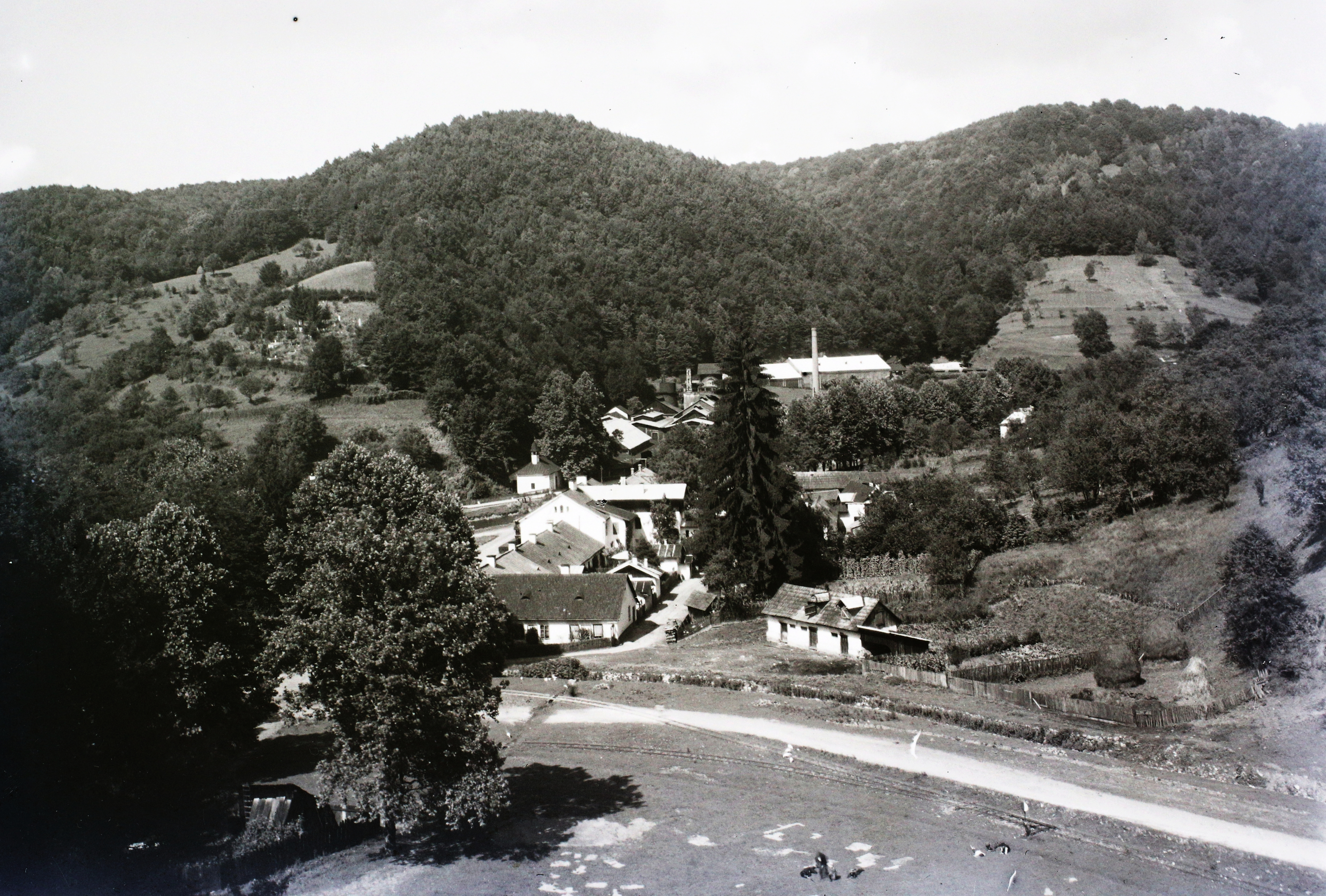
Satul Nădrag